# Гремячево (Перемышльский район)
Гремячево — село в Перемышльском районе Калужской области Российской Федерации. Административный центр сельского поселения «Село Гремячево».

## Этимология
«Гремячий» — от гремящий, шумный, употребляемое в смысле тех звуков, что издают водные потоки (реки, ручьи или ключи) на каменных перекатах. Так называется ключ на территории села.

## География
Находится на юге Калужской области, на границе с Тульской областью. Недалеко проходит автомобильная дорога регионального значения «29К-024 Голодское—Суворов—Одоев». Стоит на правом берегу реки Ока. Рядом деревни Зимницы (6,2 км) и Мехово (8,8 км).

## История
Судя по находкам археологов, люди селились на территории села со времён палеолита.
Остатки нескольких земляных валов вблизи села показывают, что здесь когда-то было укреплённое место для защиты от нападений врагов.
Название села по легенде происходит от располагавшегося рядом ключа.
В 1782 году место упоминается как «село Гремячево и деревня Мелехово с пустошами Экономического ведомства, что прежде были Гремячего монастыря», в которых насчитывалось 67 дворов и 518 жителей. Описываются также две каменные церкви на месте монастыря, Покрова Пресвятой Богородицы и Николая Чудотворца, с выделенной церковной землей в трех местах.
В 1859 году — как казённое село при реке Оке, с 89 дворами и православной церковью.
До революции село Гремячево входило в Полянскую волость Перемышльского уезда.

### Гремячев монастырь

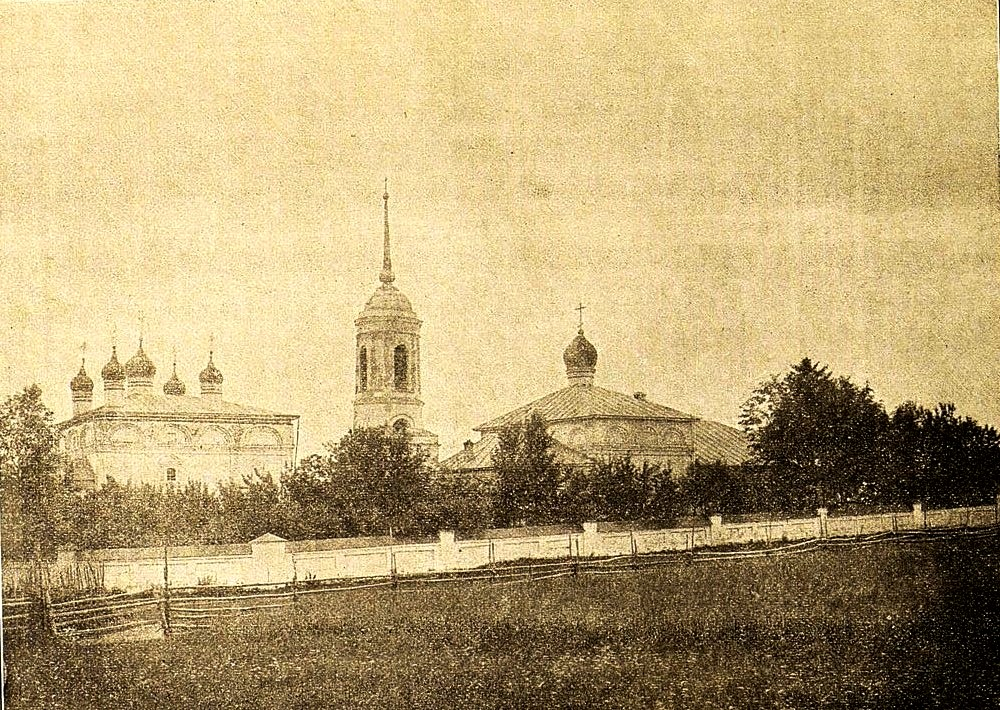
Церкви села Гремячева (1898)

В селе находится древний Свято-Успенский Лихвинский Гремячев мужской монастырь, прозванный «Святой конец». Он был основан между XV и XVI веками. Первое достоверное упоминание о монастыре относится к 1634 году, в челобитной лихвинских градских и уездных людей царю Михаилу Фёдоровичу, подписанной настоятелем, игуменом Ефимеем. Монастырь был довольно бедным, даже в годы его расцвета в его владении были только два селения.
В двух верстах от монастыря пролегала дорога от города Лихвина к Калуге. Царь Алексей Михайлович ехал по ней на богомолье в Киев и решил остановиться в обители монастыря. Место ему приглянулось, и в 1673 году по настоянию и на средства царя при монастыре был возведён Успенский собор. В 1701 году был построен храм Георгия Победоносца, позднее — колокольня. В 1701 году неподалёку был построен храм Николая Чудотворца.
Успенский храм выстроен в традиционном стиле, с пятью главками, трёхчастным алтарём и декоративными кокошниками. При этом западный кокошник шире других, портал не на одной оси с окном, лопатки под кокошниками не везде. Нижних окон нет, а верхние размещены довольно высоко, чтобы обеспечить естественное освещение сверху. Габариты Успенского собора: длина — 20 м, ширина — 11 м; габариты Георгиевского храма: длина — 26 м, ширина — 11 м. Колокольня по стилю отличается от храмов.
В 1764 году монастырь был признан заштатным, затем упразднён, а его храмы превращены в приходские.
В советское время, в 1935 году храмы были закрыты, осквернены и разграблены. В Успенском соборе хранили удобрения, а в Георгиевской церкви находились тракторные мастерские. Был уничтожен некрополь храмов.
В мае 2008 года по благословению митрополита Калужского и Боровского Климента в Свято-Успенский Гремячев монастырь приехали насельницы из Свято-Никольского женского Черноостровского монастыря города Малоярославца для восстановления святыни. В настоящее время Гремячевская обитель является подворьем Свято-Никольской обители. 30 мая 2019 года Священный синод РПЦ постановил открыть женский Успенский Гремячев монастырь вновь, назначив игуменией монастыря монахиню Михаилу (Осипову).

## Население
| 2002 | 2010 |
| ---- | ---- |
| 258  | ↘255 |